# Fritz Loewenthal (Bibliothekar)
Fritz Loewenthal (* 12. Mai 1886 in Königsberg; † 28. September 1941) war ein deutscher Bibliothekar.

## Leben
Loewenthal wurde als Sohn des Sanitätsrats Alexander Loewenthal und seiner Frau Rosa geboren. Er besuchte das Altstädtische Gymnasium in Königsberg und machte 1906 Abitur. Anschließend studierte er Deutsche Philologie, Geschichte und Philosophie in Königsberg und München und wurde 1913 in Königsberg promoviert. Im Ersten Weltkrieg war Loewenthal zunächst Krankenpfleger beim Roten Kreuz, bevor er von August 1915 bis Anfang 1917 zum Heeresdienst eingezogen wurde. Anschließend arbeitete er als Aushilfslehrer am Hufengymnasium in Königsberg. 1918 heiratete Loewenthal Frieda Hand, mit der er vier Kinder hatte: Georg, Heinz-Ulrich, Agnes (verheiratete Ebstein) und Alwin. Ende 1918 ging er an die Universitätsbibliothek in Königsberg, wechselte 1920 an die Universitätsbibliothek Göttingen und 1922 an die Universitätsbibliothek Kiel, bevor er 1925 wieder nach Göttingen zurückkehrte. Im Juli 1933 setzte sich der ein Jahr im Ruhestand befindliche ehemalige Direktor der Göttinger Universitätsbibliothek, Richard Fick, für Loewenthal ein, um seine drohende Entlassung abzuwenden. Dennoch wurde Loewenthal Mitte September 1933 in den zwangsweisen Ruhestand versetzt. Grundlage war das diskriminierende „Gesetz zur Wiederherstellung des Berufsbeamtentums“ vom April 1933. Loewenthal blieb in Göttingen und starb dort 1941 eines natürlichen Todes. Die beiden Söhne Georg und Heinz-Ulrich emigrierten 1939 nach England, obwohl sie aufgrund der „nicht-jüdischen“ Herkunft der Mutter im nationalsozialistischen Sinne nur als Halbjuden galten.

## Schriften (Auswahl)
- Studien zum germanischen Rätsel. Heidelberg: Winter, 1914 (Germanistische Arbeiten 1) (Teildruck: Königsberg, Universität, Dissertation, 1914) (Internet Archive).
- Ein Gutachten Jacob Grimms vom 27. Juni 1833 über das studentische Verbindungswesen. In: Beiträge zur Göttinger Bibliotheks- und Gelehrtengeschichte. Göttingen 1928, S. 135–142 (GDZ).
- Bibliographisches Handbuch zur deutschen Philologie. Halle a. S.: Niemeyer, 1932. doi:10.17169/refubium-35288.